# Acteon fasuloi
Acteon fasuloi is een slakkensoort uit de familie van de Acteonidae. De wetenschappelijke naam van de soort werd voor het eerst geldig gepubliceerd in 2017 door Crocetta, Romani, Simone en Rolán.